# Южный Мулен
Ю́жный Муле́н (фр. Moulins-Sud) — кантон во Франции, находится в регионе Овернь, департамент Алье. Входит в состав округа Мулен.
Код INSEE кантона — 0323. Всего в кантон Южный Мулен входит 3 коммуны, из них главной коммуной является Мулен.

## Коммуны кантона
| Коммуна        | Население, чел. (1999) | Почтовый индекс | Код INSEE |
| -------------- | ---------------------- | --------------- | --------- |
| Брессоль       | 1 035                  | 03000           | 03040     |
| Мулен          | 12 536                 | 03000           | 03190     |
| Тулон-сюр-Алье | 1 114                  | 03400           | 03286     |

## Население
Население кантона на 2007 год составляло 14 463 человека.
| 1962 | 1968 | 1975 | 1982 | 1990   | 1999   | 2006   | 2007   | 2008 |
| ---- | ---- | ---- | ---- | ------ | ------ | ------ | ------ | ---- |
| —    | —    | —    | —    | 16 053 | 15 280 | 14 685 | 14 463 | —    |